# Awiadwigatiel

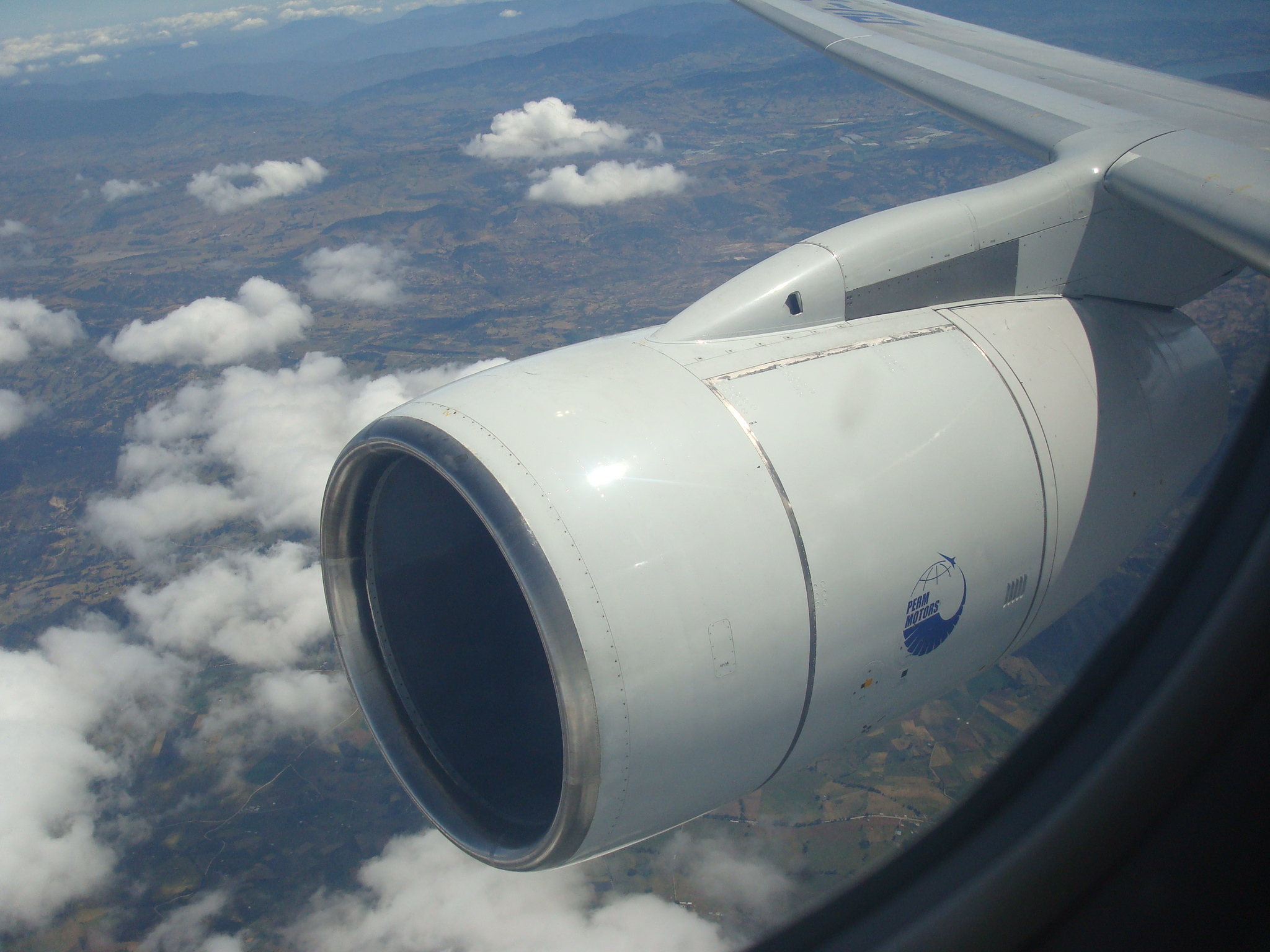
silnik PS-90A na samolocie Tu-204

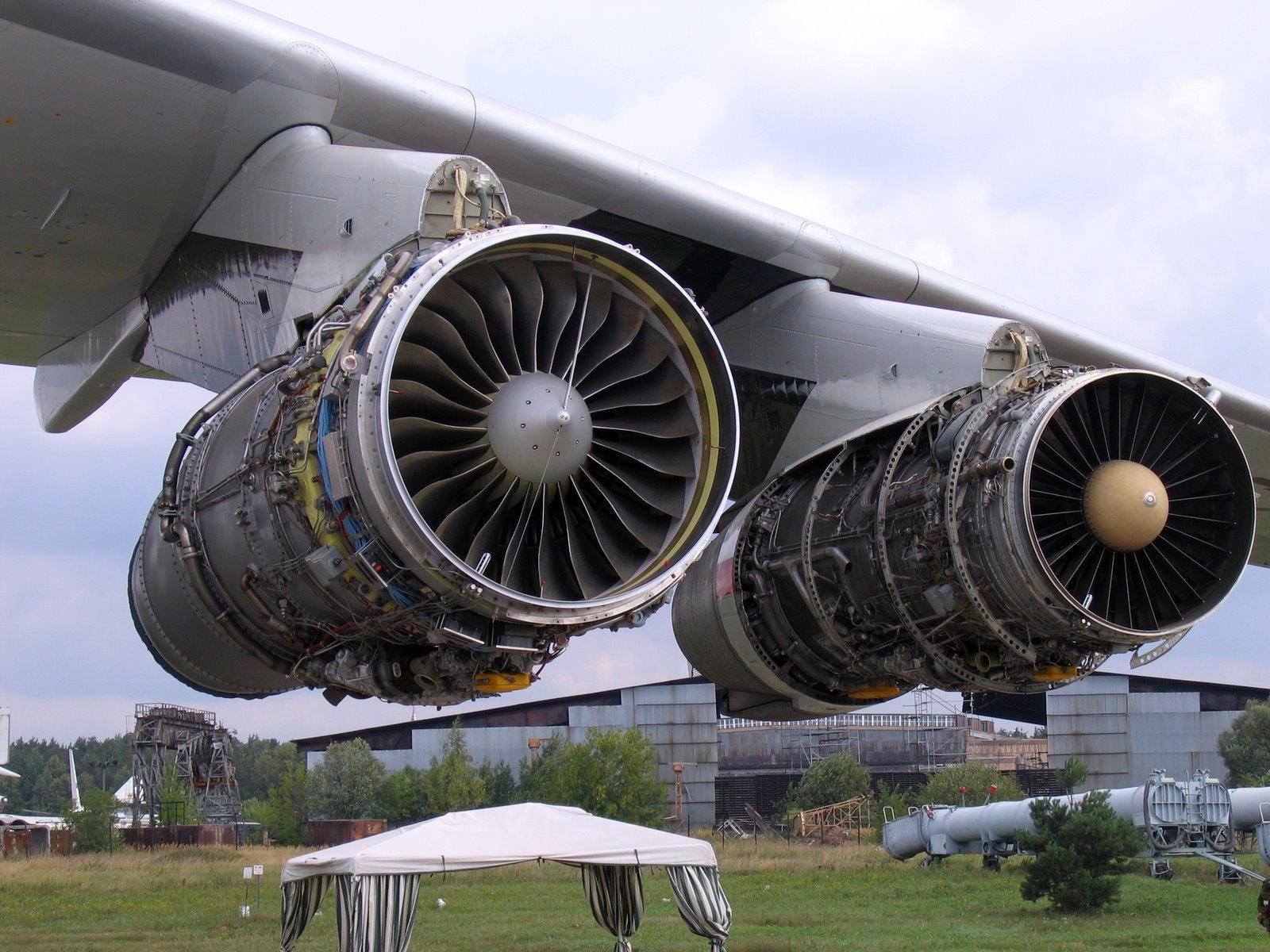
Silnik bliżej kadłuba PS-90A-76 (testowany) oraz D-30KP na samolocie Ił-76

Awiadwigatiel (Авиадвигатель, Опытное Конструкторское Бюро № 19, ОКБ-19) – rosyjskie przedsiębiorstwo konstruujące, projektujące silniki do samolotów m.in. Ił-96, Tu-204, Tu-214. Również projektuje instalacje turbin gazowych na gaz ziemny do elektrowni i tłoczni gazu ziemnego.

## Historia

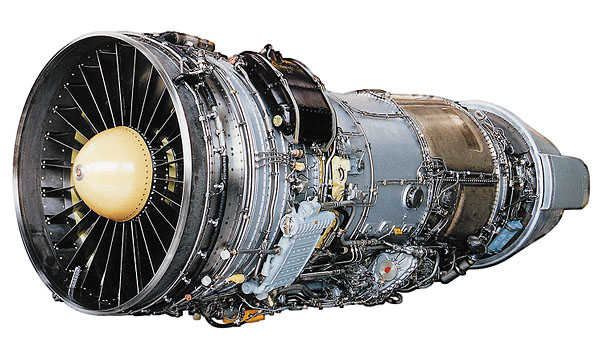
Silnik D-30KU

Biuro doświadczalno-konstrukcyjne nr 19, dzisiejsze AO (spółka akcyjna) ODK-Awiadwigatiel rozpoczęło działalność 11 grudnia 1939 roku. Tego dnia weszła w życie decyzja o wydzieleniu części projektującej, rozwijającej silniki z Fabryki nr 19 (Завод № 19), obecnie AO ODK-Permskie Motory. Permskie Motory 
są producentem silników wg projektów Awiadwigatiela. Fabrykę nr 19 otwarto 1 czerwca 1934 r.
Przedsiębiorstwo projektujące znajduje się w Permie, Fed. Rosyjska. Głównym konstruktorem OKB-19 w chwili założenia został Arkadij Szwiecow, stanowisko pełnił do śmierci w 1953 r. Następcą A.Szwiecowa został Pawieł Sołowjow, pełnił stanowisko do 1988 r.

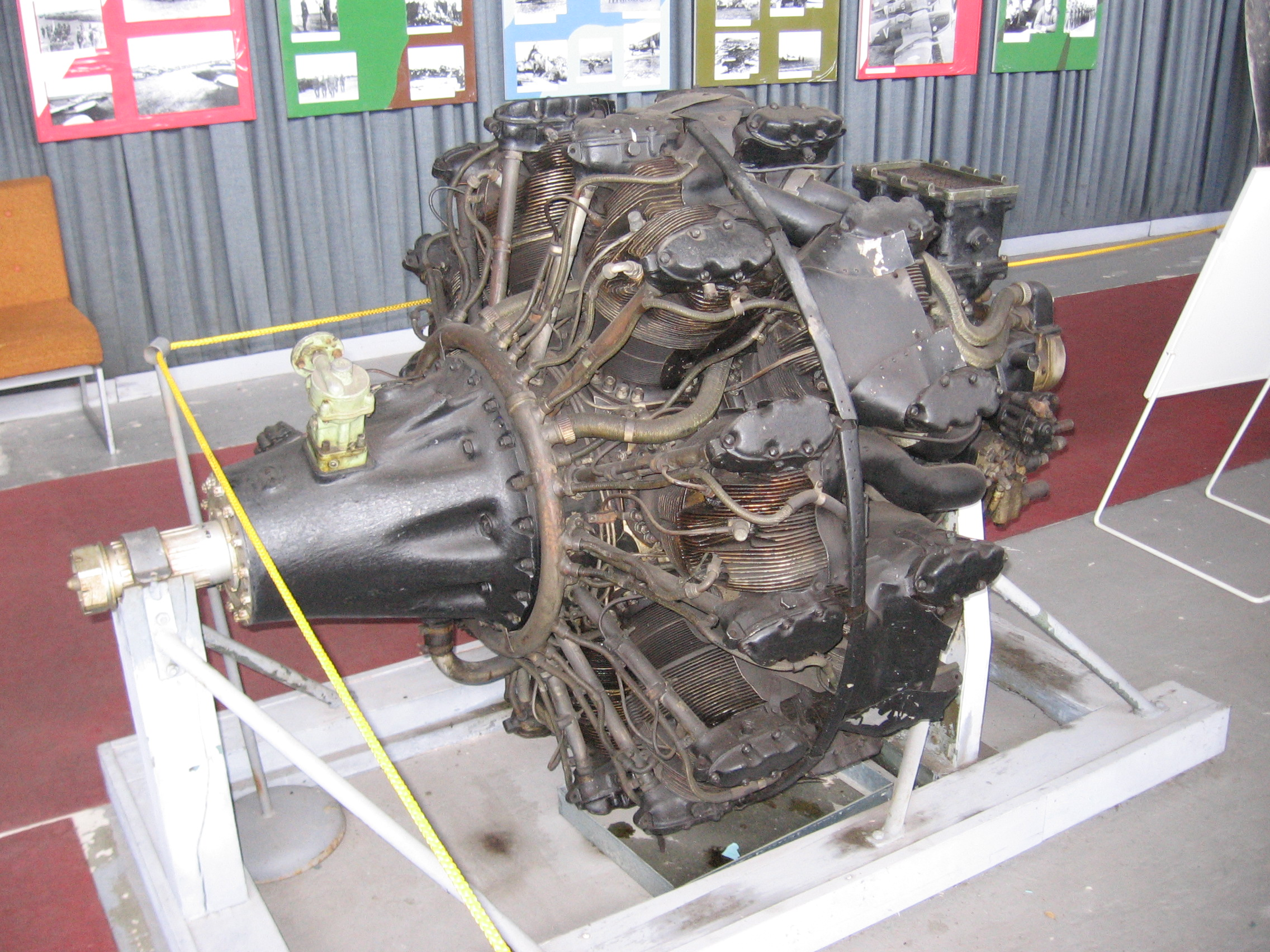
Silnik gwiazdowy ASz-82, muzeum lotnictwa w Pradze

Podczas II wojny światowej Fabryka nr 19 wyprodukowała ponad 32 000 silników dla samolotów typu Ła-5, Su-2, Tu-2. W latach 50 XX w. w zakładzie zaczęto produkować silniki odrzutowe. Podejmując ten krok wytwórnia stała się ważnym dostawcą silników dla m.in. dla Tu, MiG i Ił.
W latach 80 XX w. opracowano i rozwinięto PS-90 używanego m.in. w Ił-76MD-90.
Obecnie przedsiębiorstwo rozwija PD-14 dla nowego rosyjskiego samolotu Irkut MS-21 i konstruuje warianty tego silnika, o większym ciągu i do zastosowania jako nowy silnik do Mi-26 tj. PD-12. 

## Modele silników
Modele silników, które zaprojektowano w OKB nr 19.
Silniki ASz:
- ASz-2
- ASz-21
- ASz-62/M-62
- ASz-73
- ASz-82/M-82
- ASz-83
- ASz-84
- M-11
- M-22
- M-25
- M-63
- M-64
- M-70
- M-71
- M-72
- M-80
- M-81

projekty okresu P. Sołowjowa:
- Sołowiew D-20P – silnik turbowentylatorowy, montowany na samolotach Tu-124.
- Sołowiew D-25V – silnik turbowałowy, montowany na śmigłowcach Mi-6, Mi-10.
- Sołowiew D-30 – silnik turbowentylatorowy, montowany na Tu-134-A3.
- D-30F6 – silnik turboodrzutowy, napędza MiG-31.
- D-30K – silnik turbowentylatorowy, używany do napędzania samolotów Ił-62M, Ił-76MD, Be-42, A-50, Tu-154M.
- PS-90

okres współczesny
- Awiadwigatiel PD-14 – odświeżenie konstrukcji PS-12 do zastosowania na samolocie Irkut MS-21.

## Modele turbin gazowych
projektowane w oparciu o silniki:D-30, PS-90
m.in.:
- GTU-6PG
- GTU-12P
- GTU-16P
- GTE-25PA